# Andréi Medvédev (tenista)
Andréi Medvédev (en ucraniano Андрі́й Медве́дєв, Andrí Medvédev; Kiev, 31 de agosto de 1974) es un exjugador profesional de tenis ucraniano. Sus estadísticas ATP indican un registro de partidos ganados/perdidos de 321-213. Su mejor ranking en individuales fue número 4 del mundo, el 16 de mayo de 1994. Se retiró del tenis profesional en 2001.

## Torneos de Grand Slam
Finalista en Individuales (1)
Año	Campeonato	Oponente en la final	Resultado en final
1999	Roland Garros	Andre Agassi	        6-1 6-2 4-6 3-6 4-6

## Títulos

### Individuales
| Leyenda                |
| Grand Slam (0)         |
| Tennis Masters Cup (0) |
| ATP Masters Series (4) |
| ATP Tour (7)           |

| N.º | Fecha                    | Torneo                      | Superficie    | Oponente en la final               | Resultado              |
| --- | ------------------------ | --------------------------- | ------------- | ---------------------------------- | ---------------------- |
| 1.  | 15 de junio de 1992      | Génova, Italia              | Tierra batida | Guillermo Pérez Roldán (Argentina) | 6-3 6-4                |
| 2.  | 13 de julio de 1992      | Stuttgart, Alemania         | Tierra batida | Wayne Ferreira (Sudáfrica)         | 6-1 6-4 6-7(5) 2-6 6-1 |
| 3.  | 14 de septiembre de 1992 | Burdeos, Francia            | Tierra batida | Sergi Bruguera (España)            | 6-3 1-6 6-2            |
| 4.  | 29 de marzo de 1993      | Estoril, Portugal           | Tierra batida | Karel Novacek (República Checa)    | 6-4 6-2                |
| 5.  | 5 de abril de 1993       | Barcelona, España           | Tierra batida | Sergi Bruguera (España)            | 6-7(7) 6-3 7-5 6-4     |
| 6.  | 16 de agosto de 1993     | New Haven, Estados Unidos   | Dura          | Petr Korda (República Checa)       | 7-5 6-4                |
| 7.  | 18 de abril de 1994      | Montecarlo, Mónaco          | Tierra batida | Sergi Bruguera (España)            | 7-5 6-1 6-3            |
| 8.  | 2 de mayo de 1994        | Hamburgo, Alemania          | Tierra batida | Yevgeny Kafelnikov (Rusia)         | 6-4 6-4 3-6 6-3        |
| 9.  | 8 de mayo de 1995        | Hamburgo, Alemania          | Tierra batida | Goran Ivanišević (Croacia)         | 6-3 6-2 6-1            |
| 10. | 19 de agosto de 1996     | Long Island, Estados Unidos | Dura          | Martin Damm (República Checa)      | 7-5 6-3                |
| 11. | 5 de mayo de 1997        | Hamburgo, Alemania          | Tierra batida | Félix Mantilla (España)            | 6-0 6-4 6-2            |

### Finalista en individuales
- 1993: Halle (pierde ante Henri Leconte)
- 1993: París (pierde ante Goran Ivanišević)
- 1994: Estoril (pierde ante Carlos Costa)
- 1994: Praga (pierde ante Sergi Bruguera)
- 1996: Bastad (pierde ante Magnus Gustafsson)
- 1998: Bastad (pierde ante Magnus Gustafsson)
- 1999: Roland Garros (pierde ante Andre Agassi)

### Clasificación en torneos del Grand Slam
| Torneo             | 2001 | 2000 | 1999 | 1998 | 1997 | 1996 | 1995 | 1994 | 1993 | 1992 | Acumulado |
| ------------------ | ---- | ---- | ---- | ---- | ---- | ---- | ---- | ---- | ---- | ---- | --------- |
| Australian Open    | 2R   | 1R   | 2R   | 2R   | 4R   | 2R   | CF   | -    | 3R   | -    | 0         |
| Roland Garros      | 1R   | 4R   | F    | 1R   | 4R   | 2R   | 4R   | CF   | S    | 4R   | 0         |
| Wimbledon          | 1R   | 1R   | 2R   | 2R   | 3R   | 1R   | 2R   | 4R   | 2R   | -    | 0         |
| US Open            | -    | -    | 4R   | 2R   | 1R   | 4R   | 2R   | 2R   | CF   | -    | 0         |
| Tennis Masters Cup | -    | -    | -    | -    | -    | -    | -    | -    | SF   | -    | 0         |